# Willi Valotti
Willi Valotti (* 7. Juli 1949 in Wattwil) ist ein Komponist, Kapellmeister, Akkordeon- und Schwyzerörgelispieler aus dem Toggenburg im Schweizer Kanton St. Gallen. Er ist heimatberechtigt in Krummenau und Brescia.

## Musikalische Laufbahn
Sein musikalischer Schwerpunkt ist der Ländler. Von 1970 bis 1980 war er der Akkordeonist der Ländlerkapelle Heirassa aus Luzern, die den konzertanten Innerschweizer Stil pflegte (siehe: Alois Schilliger). Seit deren Auflösung tritt er mit seinem Trio Willi Valotti an die Öffentlichkeit. Nicht selten spielt er mit dem Klarinetten- und Saxophonspieler Bruno Syfrig als Kapelle Syfrig-Valotti. Auch mit weiteren Musikanten wie Fritz Dünner, Walter Grob, dem am 24. November 2008 verstorbenen Franz Schmidig senior und andern bildet er Kapellen mit Bläsern, Handorgel- und Schwyzerörgeliduetten. Begleitet werden sie von Claudio Gmür (Klavier) und Ueli Mooser (Bassgeige). Ihre Wohnsitze liegen relativ weit voneinander entfernt, was bei Ländlerkapellen nur selten vorkommt.
2002 entstand auch Willis Wyberkapelle mit Willi Valotti, Gaby-Isabelle Näf, Andrea Ulrich und Claudia Muff. 2010 kam Martina Rohrer anstelle von Claudia Muff.

### Auszeichnungen
- Willi Valotti war einer der Ländlerkönige.
- Für seine Verdienste im Bereich der Volksmusik wurde Willi Valotti 2003 mit dem Goldenen Violinschlüssel ausgezeichnet.

## Besonderheiten
Nach Aussage von Valotti wird „nur per Fax“ geübt. In seinem Schaffen entstanden rund 100 Eigenkompositionen, wovon einige relativ kompliziert gestaltet sind. Darunter ist auch der Foxtrot „Valotria“ – ein Wortspiel zwischen Valotti und Allotria. Eine weitere Besonderheit ist der von ihm komponierte Tschess-Ländler im 5/4-Takt, obwohl die Bezeichnung „Ländler“ für eine Melodie im 3/4-Takt steht.
Er betätigt sich auch als Moderator bei Radio Eviva.

## Berufliches
Willi Valotti ist gelernter Plattenleger. Nach der Rekrutenschule arbeitete er als Baggerführer in Reichenburg. Heute ist er als selbständiger Akkordeon- und Gitarrenlehrer in Nesslau tätig. Nebenbei verkauft und stimmt er Akkordeons und Schwyzerörgeli.

## Sein Schaffen in der Jodlerszene
Auch in der Jodlerszene ist Willi Valotti kein unbeschriebenes Blatt. Auf Anregung des Musikproduzenten Alex Eugster komponierte er ca. 20 Jodellieder und leitete von 1973 bis 2011 den Jodelclub Männertreu Nesslau-Neu St. Johann.